# Mazda RX-8
De Mazda RX-8 is een sportwagen die geproduceerd wordt door de Mazda Motor Corporation, die in Nederland en België werd geleverd vanaf december 2003 tot december 2008.
Het voertuig heeft een 231 (HP-versie) of 192 pk (SP-versie) Renesis-wankelmotor, die de "International Engine of the Year 2003"-prijs heeft gewonnen. Bij de HP Renesis begint de rode zone op de toerenteller bij 9000 toeren.
Zeer opvallend zijn de achterwaarts scharnierende, halve achterdeuren (ook wel 'suicide doors' genoemd), die de twee achterstoelen ontsluiten. De RX-8 heeft geen B-stijl, de stijl die bij andere auto's de voor- en achterdeur van elkaar scheidt ontbreekt. Het veiligheidssluitingsmechanisme van de deuren voorkomt dat de achterdeur geopend wordt zonder dat eerst de voordeur geopend is.
De gewichtsverdeling tussen de voor- en achteras is 50/50. Daartoe is de motor achter de vooras geplaatst. Het draagt bij aan de goede rijeigenschappen van deze achterwielaangedreven auto.
Het gewicht van de RX-8 is laag (1290 kg op het kenteken) gehouden door het gebruik van aluminium en kunststof onderdelen. De cardanas is van koolstofvezel, de motorkap en achterdeuren zijn van aluminium.
De motor van de RX-8 wordt gebruikt in de Formule Mazda, het is een opgevoerde versie met 250 pk.